# Zdeňka Kopanicová
Zdeňka Kopanicová, coniugata Ladová (16 settembre 1931 – 27 dicembre 2015), è stata una cestista cecoslovacca.

## Carriera
Con la Cecoslovacchia ha disputato i Campionati europei del 1952.